# باشو، غریبه‌ی کوچک
باشو، غریبه‌ی کوچک فیلمی است به کارگردانی و نویسندگیِ بهرام بیضایی، ساختهٔ سالِ ۱۳۶۴. این فیلم، پس از چند سال توقیف، نخستین بار در ۲۳ بهمنِ ۱۳۶۸ به نمایشِ عمومی درآمد.
باشو، غریبه‌ی کوچک در رأی‌گیری‌های گوناگونی از سینماگران و ناقدانِ سینمایی بهترین فیلمِ تاریخِ سینمای ایران شناخته شده است.

## خلاصهٔ داستان
در یک بمباران (در جنوبِ ایران در جریانِ جنگِ ایران و عراق) پسرکی به نامِ باشو، که ویرانیِ خانه و خانواده‌اش را به چشم دیده، خود را پشتِ یک باری می‌اندازد و خوابش می‌برد و هنگامی که چشم می‌گشاید به جایی جنگلی (در شمالِ ایران) رسیده است. از ترسِ انفجارهای عملیاتِ راه‌سازی می‌گریزد و در آن سوی بیشه به شالیزارِ زنی به نامِ نایی می‌رسد که با دو فرزندِ خردسال و در غیابِ شوهرش زندگی و کار می‌کند. نایی به باشو نان و آب می‌دهد و می‌کوشد بداند کیست و زبانش را بفهمد. امّا زبانِ پسرک برای او قابلِ فهم نیست؛ همچنان که باشو هم نمی‌تواند زبانِ محلّیِ او را دریابد. باشو در عوضِ محبت‌های نایی می‌کوشد به او در کارها کمک کند و گمان می‌کند این خواستِ شویِ در سفرِ نایی هم هست؛ غافل از آن که شوهرِ نایی با حضورِ این غریبه در خانه‌شان مخالف است. باشو، با کشفِ این موضوع در نامه‌ای، از خانه می‌رود؛ ولی نایی او را زیرِ باران می‌یابد و با کتک بازمی‌آورد. کمی بعد نایی بیمار می‌شود و باشو به‌جایش خانه را می‌گرداند و چون از بهبودش نگران است برایش به شیوهٔ جنوبی خود تشت می‌زند. نایی در نامه‌ای به شوهرش می‌گوید باشو را به جای پسر پذیرفته و نان او را از غذای خود خواهد داد. روزی سرانجام شوهر بازمی‌گردد و باشو با او روبرو می‌شود. پدر، که دست راستش را در سفر از دست داده، می‌پذیرد که باشو به جای دست او باشد و همهٔ خانواده یک‌صدا می‌روند که گراز را از مزرعه بتارانند.

## ساخت
«. . . باشو غریبه‌ی کوچک در زمانی ساخته شد که فیلمسازان شاخص به جا مانده از زمان پیش از انقلاب برای ادامه‌ی بقا در سینمای پس از انقلاب به ساخت فیلم‌هایی با محوریت کودکان روی می‌آورند تا از گزند احتمالی تیغ سانسور ایمن‌تر باشند . . . .» بیضایی در گفتگویی با ماهنامهٔ فیلم دربارهٔ چگونگی شکل‌گیری ایده اولیه فیلم می‌گوید که در سال‌های جنگِ ایران و عراق، هرگاه به شمال کشور سفر می‌کرده و پناهندگان و مهاجران جنگی را که از جنوب کشور بدان‌جا مهاجرت کرده بودند، می‌دیده؛ از خود می‌پرسیده که اولین جنوبی که به شمال آمده، چه احساسی داشته، چه افکاری در ذهن او گذشته، چگونه حرف‌هایش را به دیگران منتقل کرده و چطور با آن محیط سازش پیدا کرده است؟ وی در همان مصاحبه می‌گوید که ایده اصلی فیلم از سوسن تسلیمی است که مضمون اولیه را در طرح کوتاهی، با بیضایی در میان می‌گذارد و بیضایی از او می‌خواهد که خودش داستان آن را بنویسد. سوسن تسلیمی داستانِ کوتاهی می‌نویسد که تفاوت‌هایی با فیلم‌نامه فعلی داشته و از جمله، تأکید بیشتری بر وقایع جنگ جنوب داشت. بیضایی که گمان می‌کرده در آن برهه، نیازی به چنین داستانی نیست، بر اساس همان طرح اولیه، داستان دیگری می‌نویسد و به کانون پرورش فکری می‌دهد که تصویب می‌شود.
فیلم‌برداری در پاییزِ ۱۳۶۴ تمام شد و مجلّهٔ فیلمِ آذر ماه خبر داد که «بیضایی مشغول تدوین این فیلم در کانون است.»
محمّدرضا سرشار داستانِ فیلم را برگرفته از مهاجر کوچکِ خودش دانسته، و مسعود فراستی برگرفته از مادرِ لیوبا ورونکوا. و این داستان پیشینیان و پیروانِ فراوانِ دیگر هم دارد: مثلاً پرواز را به خاطر بسپار (۱۹۶۵ میلادی، فیلم‌شده به سالِ ۲۰۱۹ میلادی) یرژی کوشینسکی شباهت دارد با داستانِ باشو. (و کوشینسکی خود متّهم به دزدیدنِ این داستان بود.) از همانندهای هم‌زمان و دیرتر هم می‌شود آشیانه مهر و بهار (۱۳۶۴) و گل پامچال و شیر (۲۰۱۶ میلادی) و یَدو را نام برد. با این همه، سوسن تسلیمی گفته: «باشو غریبه کوچک طرح اولیه‌ای بود که من به بیضایی پیشنهاد کردم . . . این که فیلمنامه باشو اقتباسی است از یک داستان روسی، در تصور من نمی‌گنجد، چون در جریان نوشتن آن خودم حضور داشتم.»
گزینشِ بازیگر نیز از مراحلِ حسّاسِ ساختِ این فیلم بود. غیر از سوسن تسلیمی، که از آغاز در جریانِ کار بود، عدنان عفراویان و پرویز پورحسینی بازیگرانِ مهمِّ این فیلم بودند. عفراویان در اهواز کشف شد و پورحسینی نیز برگزیدهٔ بیضایی بود. تسلیمی سپس‌تر هر دوی این انتخاب‌ها را ستود.

## نمایش
باشو غریبه‌ی کوچک، پس از چند سال توقیف، با میانجی‌گریِ رضا براهنی آزاد شد و در ایران و چند مملکتِ دیگر به نمایش درآمد. احمد کامیابی مسک به یاد آورده که در نمایشش در پاریس تماشاکنان با چشمانِ اشکبار از تالار بیرون می‌آمده‌اند چندان که مسئولانِ سینما برای تماشاکنانِ این فیلم دستمال اختصاص داده بودند. باشو در هفتهٔ اوّلِ نمایش در رم (با زیرنویسِ ایتالیایی) پرفروش‌ترین فیلم شد. تلویزیون‌های معتبری چون آرته و ZDF و شبکهٔ اوّلِ توکیو و نیز تلویزیونِ ایران هم بارها نشانش دادند. این فیلم بارها در جشنواره‌های گوناگونی نیز به نمایش درآمده − مثلاً باری در آستانهٔ بهارِ ۱۳۸۸ در جشنواره‌ای در ماینِ فرانسه و باری در جشنوارهٔ فیلمِ ونیزِ ۲۰۲۵.

## در نظرِ دیگران
پی‌رنگ زن روستائی فیلم و کل مناسبات او با جامعه‌ی ده سفت و سنجیده از کار درنیامده است. . . . اگر شما تعداد زیادی از این لکّه‌های خطا را از روی فیلم پاک کنید، چه می‌ماند؟ فی‌الواقع همان محاسبات هندسی، ریتم‌های مکانیکی، فلاشبک‌ها و آکروباسی دوربین، که در غیاب «انسان» کلاً از مقوله‌ی صنعت‌اند و به جای خود هیچ بد نیستند. ولی اگر بخواهید یک مشت فوت و فن و تردستی را به نام هنر به من تحمیل کنید، نه، بنده با احترامات فائقه زیر بار نمی‌روم.

اکبر رادی

. . . نیمهٔ اوّل باشو غریبهٔ کوچک . . . به شدت تکانم داد.

کیانوش عیاری، ۱۳۶۹

از ۲۵ سال پیش که از ایران آمده‌ام فقط باشو غریبه کوچک ساخته بهرام بیضایی را دیدم که خیلی دوست داشتم و موقع تماشا گریه کردم.

سهراب شهید ثالث، ۲۶ دیِ ۱۳۷۶

هیچ فیلم عصر جنگ با چنان ایجاز و شوری خشونت جنگ و لزوم درک متقابل را تصویر نکرد.

حمیدرضا صدر

از باشوی بیضایی خوشم آمد. . . . فیلمی بود که نفس می‌کشید و اوّل و آخر و وسط درستی داشت.

داریوش مهرجویی

. . . من اونجا دستِ آقای بیضایی رو می‌بوسم با فیلمِ باشو، غریبه‌ی کوچکاش. یعنی می‌آد واردِ این بحث می‌شه اتّصالِ این دو تا رو به هم معنی می‌کنه. اون هم به شمال می‌ره، ولی از جنوب می‌آد به شمال می‌رسه. معنی داره اون موقع. اون می‌گم روشنفکری که . . .

ابراهیم حاتمی‌کیا

. . . از بیضایی فقط باشوی غریبه را دیدم که در آن تحسینم که به پشیزی هم نمی‌ارزد نصیب او و بازیگرش شد.

ابراهیم گلستان، ۳ اوتِ ۲۰۱۷
باشو، غریبه‌ی کوچک از ستوده‌ترین فیلم‌های ایرانی بوده است. فرّخ غفّاری و والتر شوبرت و آرونا واسودف و محمّدرضا شجریان و آیدین آغداشلو و هوشنگ طاهری و بهاءالدّین خرّمشاهی و جمال امید و ابراهیم حاتمی‌کیا فیلم را ستوده‌اند، و مسعود فراستی تسلّطِ فنّی بیضایی را در انتقالِ حسِّ مِهر آفرین کرده. لورا مالوی مسئلهٔ فیلم را از ورای مانعِ زبان فهمیدنی یافته و به نظرِ خسرو دهقان «فیلم در حد قابلیت سینمای ناطق معنی و مفهوم دارد». و حمید دبّاشی آن را گویاترین نمونهٔ سینماییِ نوزاییِ فرهنگیِ ایرانی دانسته است. حتّی سال‌ها بعد علی صمدپور دربارهٔ این فیلم گفت: «من هر چه ندانم این را می‌دانم که نوشته شدن چنین فیلمنامه‌ای در آن لمحه‌ی عجیب، یعنی پیروزی ایران . . . .»
دیگرانی هم بوده‌اند که این فیلم را نپسندیده‌اند، مانند هوشنگ کاووسی و فریدون گله و مرتضی آوینی.
عبّاس امانت قسمت شنبه‌سرایی را سربازِ جنگ می‌داند که به خاطرِ فشارِ سانسور به صورتِ مسافری تصویر شده که نتوانسته در شهر کار بیابد. ولی، چنان‌که از تصوّرِ دیگرانی چون سیروس غنی و غزاله علیزاده پیداست، «پدر خانواده» آشکارا «در جبهه است»، هرچند در دیالوگ‌های فیلم چیزی در این معنی گفته نمی‌شود. از گفتگوی بیضایی در سالِ ۱۴۰۰ با مجلّهٔ فیلم امروز هر دو معنیِ جبهه و کار برمی‌آید.

### در فرهنگِ عامّه
دامون نوردین ترانه‌ای به نامِ «رگبار» خوانده که در آن به فیلم‌های بیضایی، از جمله باشو، غریبه‌ی کوچک، اشاره می‌شود.

## بازیگران
- سوسن تسلیمی در نقشِ «نایی جان»
- عدنان عفراویان در نقشِ «باشو»
- پرویز پورحسینی در نقشِ «قسمت شنبه‌سرایی»
- اعظم رهبر در نقشِ «ئوشین»
- محمد فراخواه در نقشِ «گل‌به‌سر»
- معزّز بنی‌دخت در نقشِ «مادر باشو»
- نعمت یمینی در نقشِ «پدر باشو»
- خدیجه نجات در نقشِ «خواهر باشو»
- اکبر دودکار در نقشِ «مرحمت»
- فرّخ‌لقا هوشمند در نقشِ «خواهرشوهر نایی‌جان»
- رضا هوشمند در نقشِ «شوهر او»
- ذبیح‌الله سلمانی در نقشِ «لقمان»
- گلشن انوشه در نقشِ «زن لقمان»
- لیلا سبحانی در نقشِ «دختر لقمان»
- محترم خوشرو
- گلشن کلانتری

## دیگر عوامل
- دستیارِ کارگردان: حسن آقا کریمی، داریوش فرهنگ
- مدیرِ فیلم‌برداری: فیروز ملک‌زاده
- دستیارانِ فیلم‌بردار: میکائیل ندایی، علی‌اصغر میرزایی
- فیلم‌بردارانِ همکار: ایرج صفوی، علی باقری، جهانگیر آزاد
- صدابردارانِ سرِ صحنه: جهانگیر میرشکاری، اصغر شاهوردی، بهروز معاونیان
- منشیِ صحنه: شهرزاد پویا
- چهره‌گر: فرهنگ معیّری
- طرّاحِ صحنه و لباس: ایرج رامین‌فر، علی‌اصغر میرزایی، بهرام بیضایی
- جلوه‌های ویژه: علی‌اصغر میرزایی، ایرج رامین‌فر، محمّدرحیم بختیاری
- تدارکات: التفات قربانی، نعمت یمینی
- گروهِ فنّی: احمد انوار، جاوید کوثری، احمد کیارستمی
- برگردانِ گیلکیِ گفتگوها: سوسن تسلیمی
- برگردانِ عربیِ خوزی: عبدالحسین حسام‌زاده
- برشِ نسخهٔ منفی: ناصر انصاری
- امورِ صدا: چنگیز صیّاد
- آمیزشِ صداها: حسن زاهدی
- دستیارِ تولید: صدیقه سرافرازیان
- مدیرِ تولید: فتح‌الله دلیلی
- مجریِ طرح: فیروز ملک‌زاده
- انفجار: غلام قوامی
- با تشکّر از: واروژ کریم مسیحی
- چاپ و لابراتوار: سیمای جمهوری اسلامی ایران
- با همکاری: اهالیِ جنبه‌سرا، شاندرمن، کپورچال و اسالم
- محصول: سال ۱۳۶۴[۴۰] − کانون پرورش فکری کودکان و نوجوانان
- رنگی، ۳۵ میلی‌متری؛ ۱۲۱ دقیقه

## جنجال‌ها
. . . هنوز هم برخی تصور می‌کنند عامل بدبختی عدنان، بیضایی است که طعم خوش موفقیت را به او چشانده و اجازه نداده است او در همان جهل مرکبی که قرار داشت، به حیات طبیعی خود ادامه دهد.

احمد طالبی‌نژاد، ۱۳۹۴
این فیلم تا نزدیکِ چهار سال پس از ساخت در توقیف بود و سالِ ۱۳۶۸ به نمایش درآمد. سرگذشتِ عدنان عفراویان بارها در رسانه‌هایی علیهِ کارگردانِ فیلم استفاده شد و پاسخ‌هایی از بیضایی را هم در پی داشت. فرهاد حسن‌زاده نیز رمانی به نامِ آهنگی برای چهارشنبه‌ها (۱۳۷۷) در این باره نوشته و کامران نجف‌زاده نیز فیلمِ مستندِ کوتاهی به نامِ باشو غریبه بزرگ (۱۳۹۰) ساخته است.

## جایزه‌ها
- کاندیدای بهترین پوستر از جشنوارهٔ فیلمِ فجرِ ۱۳۶۸
- برندهٔ جایزهٔ بهترین فیلم در جشنوارهٔ بین‌المللی فیلم هنر و تجربه اوبرویلیه فرانسه ۱۹۹۰
- برندهٔ جایزهٔ اول جشنوارهٔ فیلم و هنر فرانسه ۱۹۹۱
- برندهٔ جایزهٔ ویژه هیئت داوران جشنوارهٔ فیلمِ آدانا ترکیه ۱۹۹۱
- برنده دیپلم افتخار منتقدان حرفه‌ای بلژیک به خاطر انتخاب به عنوان یکی از پنج فیلم برتر سال ۱۹۹۲
- جایزهٔ ویژهٔ جشنوارهٔ فیلمِ پروین اعتصامی (۱۳۷۰)

### توضیحات
1. ↑  از جمله در رأی‌گیریِ سالِ ۱۳۶۹ مجلّهٔ فیلم دربارهٔ بهترین فیلمِ دههٔ ۱۹۸۰ میلادی (− (دی ۱۳۶۹). «برگزیدگان یک دهه». فیلم (۱۰۰): ۱۵۸.) و رأی‌گیریِ سالِ ۱۳۷۲ مجلّهٔ سوره سینما (همراهِ آرامش در حضور دیگران، چهل‌وچهار منتقد و چهل فیلم‌ساز (۱۳۷۲). «بهترینهای یک عمر». سوره سینما (۴): ۸۸.) و رأی‌گیریِ سالِ ۱۳۷۸ مجلّهٔ دنیای تصویر (پوریا و  زین‌العابدین، «جذابیت پنهان انتخاب»، ۱۸.) و رأی‌گیریِ سالِ ۱۳۸۱ مجلّهٔ نقد سینما (همراهِ گوزنها، فراستی، «بهترینهای عمر ما»، ۷۳.) و دو رأی‌گیریِ سالِ ۱۳۷۵ بهترین فیلم‌های ایرانی پس از انقلابِ ۱۳۵۷ توسّطِ مجلّهٔ فیلم (از سینماگران (−، «پاسخ به چند پرسش»، ۱۵۰.) و از نویسندگانِ سینمایی (−، «برگزیدگان این سال‌ها»، ۱۶۶.)) و یکی دیگر توسّطِ تلویزیونِ فارسیِ بی‌بی‌سی در ۱۳۹۷ («باشو غریبه کوچک: فیلم برگزیده بعد از انقلاب در نظرسنجی تماشا». بی‌بی‌سی فارسی. ۸ بهمن ۱۳۹۷.) و رأی‌گیریِ سالِ ۱۴۰۱ مجلّهٔ فیلم دربارهٔ بهترین فیلمِ جنگیِ ایرانی. (−، ««باشو غریبه کوچک»؛ برگزیده منتقدان و نویسندگان ماهنامه فیلم»، ۶۵.)
2. ↑  رادی این گفته‌ها را از چاپِ بعدیِ کتابش حذف کرد. (رادی، اکبر؛ امیری، ملک‌ابراهیم. مکالمات. تهران: ویستار. ۱۳۷۹.)
3. ↑  مشابهِ این کار در نمایشِ ارگاست (۱۳۵۰) آزموده شده بود.
4. ↑  فیلم در یوتیوب

### ارجاعات
1. 1 2 3  «گفتگو با بهرام بیضایی: غریبه‌ای در پی تفاهم» - ماهنامه سینمایی فیلم، شماره ۸۷، سال هشتم - اسفند ۱۳۶۸، صفحهٔ ۴۴
2. ↑  شرکا، «آشناترین غریبه‌ی تاریخ سینمای ایران»، ۱۱۲.
3. ↑  «سخنان غیرمنتظره بهرام بیضایی در اختتامیه جشنواره پروین اعتصامی». پارسینه. ۷ آذر ۱۳۸۸. دریافت‌شده در ۲۹ ژانویه ۲۰۲۳.
4. ↑  ص. ۱۳
5. ↑  فراستی، «لذت نقد»، ۳۳۵.
6. ↑  تسلیمی و  −، «مادری برای همه»، ۱۳۲−۱۳۳.
7. ↑  عبدی، «پرویز پورحسینی به روایت سوسن تسلیمی»، ایسنا.
8. ↑  فیلم امروز، شماره ۸
9. ↑  −، ««باشو» بالاتر از رقص با گرگها»، ۱۲.
10. ↑  شهرزاد، «نامه‌ای به دونده»، ۱۲۰.
11. ↑  طالبی‌نژاد، «سینما اگر باشد»، ۱۲۸.
12. ↑  اطبایی، «اشاره به دور»، ۷۳.
13. ↑  رادی و  امیری، «بشنو از نی»، ۱۵۶–۱۵۹.
14. ↑  عیاری و  −، «سینما: همسویی عقل و عاطفه»، ۱۲۳.
15. ↑  شهید ثالث، «آخرین گفتگو با سهراب شهید ثالث دربارهٔ یک اتفاق ساده»، ۴۴۶.
16. ↑  صدر، «درآمدی بر تاریخ سیاسی سینمای ایران»، ۲۸۳.
17. ↑  مهرجویی و  حقیقی، «مهرجویی»، ۲۶۳.
18. ↑  گفتگوی فریدون جیرانی با ابراهیم حاتمی‌کیا در برنامه اینترنتی سی‌وپنج (دقیقهٔ ۴۰). یوتیوب. ۲۰۱۶. دریافت‌شده در ۸ فروردین ۱۳۹۹.
19. ↑  گلستان، «ابراهیم گلستان از بیضایی می‌گوید»، ۱۴.
20. ↑  غفّاری و  جاهد، «از سینماتِکِ پاریس تا کانونِ فیلمِ تِهران»، ۱۳۸.
21. ↑  خسروشاهی، «بازتاب سینمای نوین ایران در جهان»، ۴۲–۴۳.
22. ↑  −، «نظر چند تن از میهمانان خارجی جشنواره دربارهٔ فیلمهای ایرانی»، ۶۹.
23. ↑  خادمی، «شجریان به روایت شجریان»، ۶.
24. ↑  http://cinemapress.ir/news/40475/آغداشلو-بیضایی-بر-می-گردد-چون-به-ایران-تعلق-دارد
25. ↑  صابری، «قلم بر پرده نقره‌ای»، ۴۱۱.
26. ↑  خرّمشاهی، «فرار از فلسفه»، ۵۸۴.
27. ↑  امید، «دایرهٔ مینا»، ۸۹.
28. ↑  حیدری، محمدعلی. از نگاه سینماگران دههٔ ۱۳۶۰. ص. ۷۴.
29. ↑  فراستی، «لذت نقد»، ۳۳۴.
30. ↑  Mulvey, "Afterword," 257
31. ↑  دهقان، «باشو . . . سینمای ناطق».
32. ↑  صمدپور، «ایران، از جنوب تا شمال»، ۱۱۱.
33. ↑  کاوسی، «باشو، غریبه کوچک و نایی، هیستریک بزرگ»، ۷۱–۷۲.
34. ↑  گله، ضابطیان و  راضی، «شانزده سال است کسی را ندیده‌ام»، ۶۶.
35. ↑  آینه‌ی جادو
36. ↑  Amanat، Iran: a Modern History، 888.
37. ↑  Ghani، My Favorite Films، 225.
38. ↑  علیزاده، «عکس و آینه»، ۱۷۱.
39. ↑  فیلم امروز، شماره ۸
40. ↑  «پرونده یک فیلم: باشو غریبه کوچک» - ماهنامه سینمایی فیلم، شماره ۸۷، سال هشتم - اسفند ۱۳۶۸، صفحهٔ ۴۰
41. ↑  طالبی‌نژاد، «هم تنها، هم غریبه»، ۳۷.
42. ↑  ایده اولیه «آهنگی برای چهارشنبه‌ها» را از بازیگر باشو غریبه کوچک گرفتم
43. ↑  mehrnews.com/xfdK9